# Fußball-Europameisterschaft 1960/Sowjetunion
Dieser Artikel behandelt die sowjetische Nationalmannschaft bei der Fußball-Europameisterschaft 1960.

## Qualifikation
Zu dieser ersten Austragung der Europameisterschaft gab es keine Qualifikationsgruppen, sondern die vier Teilnehmer des Endturnieres wurden in einer Vorausscheidung – in der sich die Tschechoslowakei gegen Irland durchsetzte – sowie den anschließenden Achtel- und Viertelfinalrunden im K.-o.-System (jeweils mit Hin- und Rückspielen) ermittelt. Diese Vorrunden begannen schon nach der Weltmeisterschaft 1958 und zogen sich bis in den Juni 1960 hin.
Im Achtelfinale unterlag die ungarische Fußballnationalmannschaft der sowjetischen. Im Hinspiel gewannen die Sowjets mit 3:1 und gewannen das Rückspiel auswärts in Ungarn mit 1:0.
Im Viertelfinale war der Gegner die spanische Fußballnationalmannschaft. Aufgrund des Kalten Krieges weigerte sich Spanien unter der damaligen faschistischen Regierung Francisco Francos in der Sowjetunion zu spielen. Die Sowjetunion lehnte ein Spiel auf neutralem Boden ab, so wurden beide Spiele für die Sowjetunion mit 3:0 entschieden und Spanien bekam eine Konventionalstrafe. Somit waren die Sowjets für die Endrunde in Frankreich qualifiziert.

## Sowjetisches Aufgebot
| Name        | Name                   | damaliger Verein  | Geburtstag | Spiele   | Tore     |
| Torhüter    | Torhüter               | Torhüter          | Torhüter   | Torhüter | Torhüter |
| ----------- | ---------------------- | ----------------- | ---------- | -------- | -------- |
|             | Wladimir Maslatschenko | Lokomotive Moskau | 05.03.1936 |          |          |
|             | Lew Jaschin            | Dynamo Moskau     | 22.10.1929 | 2        |          |
| Abwehr      |                        |                   |            |          |          |
|             | Giwi Tschocheli        | Dinamo Tiflis     | 27.06.1937 | 2        |          |
|             | Wladimir Kessarew      | Dynamo Moskau     | 26.02.1930 |          |          |
|             | Anatoli Krutikow       | Spartak Moskau    | 21.09.1933 | 2        |          |
|             | Anatoli Masljonkin     | Spartak Moskau    | 29.06.1930 | 2        |          |
|             | Wiktor Zarjow          | Dynamo Moskau     | 02.06.1931 |          |          |
| Außenläufer |                        |                   |            |          |          |
|             | Igor Netto             | Spartak Moskau    | 09.01.1930 | 2        |          |
|             | Juri Woinow            | Dynamo Kiew       | 29.11.1931 | 2        |          |
| Stürmer     |                        |                   |            |          |          |
|             | German Apuchtin        | ZSKA Moskau       | 12.06.1936 |          |          |
|             | Walentin Bubukin       | Lokomotive Moskau | 23.04.1933 | 2        |          |
|             | Saur Kalojew           | Dinamo Tiflis     | 24.03.1931 |          |          |
|             | Juri Kowaljow          | Dynamo Kiew       | 06.02.1934 |          |          |
|             | Micheil Meschi         | Dinamo Tiflis     | 12.01.1937 | 2        |          |
|             | Slawa Metreweli        | Torpedo Moskau    | 30.05.1936 | 2        | 1        |
|             | Wiktor Ponedelnik      | SKA Rostow        | 22.05.1937 | 2        | 2        |
|             | Walentin Iwanow        | Torpedo Moskau    | 19.11.1934 | 2        | 2        |
| Trainer     |                        |                   |            |          |          |
|             | Gawriil Katschalin     |                   | 17.01.1911 |          |          |

## Spiele der sowjetischen Mannschaft

### Halbfinale
|                                             |   |             |           |
| 6. Juli 1960 in Marseille (Stade Vélodrome) |   |             |           |
| Tschechoslowakei                            | – | Sowjetunion | 0:3 (0:1) |

### Finale
|                                             |   |             |                      |
| 10. Juli 1960 in Paris (Prinzenparkstadion) |   |             |                      |
| Sowjetunion                                 | – | Jugoslawien | 2:1 n. V. (1:1, 0:1) |

Damit gewannen die Sowjets die erste Europameisterschaft und wurden damit Europameister. Zudem wurden ihre beiden Spieler Walentin Iwanow und Wiktor Ponedelnik zusammen mit drei weiteren Spielern Torschützenkönige.